# Kaupifalco monogrammicus
Kaupifalco monogrammicus là một loài chim  bộ ưng thuộc chi đơn loài Kaupifalco trong họ Accipitridae.